# 치킨 텐더

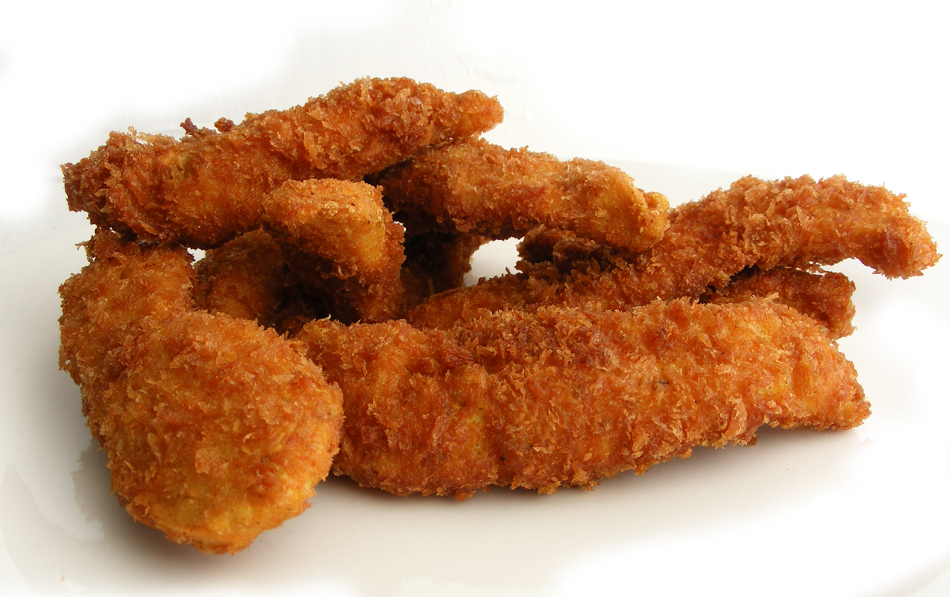
치킨 텐더의 모습.

치킨 텐더(영어: Chicken Tender) 또는 치킨 핑거(영어: Chicken Fingers)는 닭을 손가락 크기 정도로 잘라서 튀긴 요리를 의미한다. 또한 치킨 텐더는 닭튀김의 일종이다. 닭고기가 포함된 유사한 모양의 조각으로 구성되기도 하며, 보통 치킨 텐더는 닭가슴살로 만든다.

## 같이 보기
- 치킨
- 닭 튀김